# Photographische Mitteilungen
Die Photographischen Mitteilungen. war eine Fachzeitschrift für Fotografie und ein Journal für diverse Vereine, die sich mit dem Thema „Photographie“ im weitesten Sinne beschäftigten. Sie war eine der ersten deutschsprachigen Fachzeitschriften zum Thema Photographie.

## Geschichte
Die Photographische Mitteilungen wurden als das Journal des „Photographischen Vereins zu Berlin“ von Hermann Vogel gegründet.
Im März 1867 wurde der bestehende Verein als „Berliner Bezirks-Verein“ in den „Deutschen Photographen-Verein“ überführt, der die Funktion eines Dachverbandes wahrnehmen sollte. Es wurden in der Folgezeit zusätzliche Bezirks-Vereine in Hamburg, Chemnitz und New York gegründet.
Im Mai 1869 kam es zu einem Massenaustritt aus dem bestehenden Verein und Hermann Vogel gründete mit Mitstreitern den „Verein zur Förderung der Photographie“. Der Verlag entschied daraufhin nicht, mehr für den „Deutschen Photographen-Verein“ und deren Bezirks-Vereine tätig zu sein. Die Photographischen Mitteilungen wurden nun das Journal des Berliner „Vereins zur Förderung der Photographie“, und in Folge von Jahren weiterer photographischer Vereine.
Bis 1898 erschien das erste Heft eines Jahrgangs am 1. April, ab 1899 wurde die Erscheinungsweise auf Anfang des Jahres geändert.
Nach 48 Jahrgängen stellten die Photographische Mitteilungen ihr Erscheinen 1911 ein. Durch die Zusammenlegung von Photographische Rundschau und Photographische Mitteilungen entstand die Photographische Rundschau und Mitteilungen. Sie bestanden bis 1943.

## Vereinsorgan folgender Vereine
(mit Hinweis auf die Dauer)
- 1864–1869 Deutscher Photographen-Verein,[1] Berlin und deren Bezirks-Vereine
- 1870 – Verein zur Förderung der Photographie (in Berlin)
- 1887–1892 Schlesische Gesellschaft von Freunden der Photographie in Breslau
- 1887–1894 Deutsche Gesellschaft von Freunden der Photographie in Berlin
- 1890 – Photographische Gesellschaft in Kiel
- 1891–1894 Correspondenz-Verein von Freunden der Photographie
- 1891–1892 Verein von Freunden der Photographie in Braunschweig
- 1891–1893 Amateur Photographen-Verein in Frankfurt a. M.
- 1894 – Klub der Amateur-Photographen in Lemberg
- 1895–1898 Verein für wissenschaftliche Photographie in Berlin
- 1895 – Photographischer Verein in Posen
- 1899 – Amateur-Verein für Photographie in Elberfeld[2]
- 1899 – Gesellschaft von Freunden der Photographie zu Jena[2]
- ab 1900 nahm die Anzahl stark zu[3]

## Untertitel
- 1.1864/65 - 31.1894/95 für Fachmänner und Liebhaber
- 32.1895/96 - 34.1897/98 Illustrierte Zeitschrift für wissenschaftliche und künstlerische Photographie
- 35.1898 - 39.1902 illustrierte Zeitschrift für das Gesamtgebiet der Photographie
- 40.1903 - 44.1907 Halbmonatschrift für Amateur-Photographie
- 45.1908 - 48.1911 Halbmonatschrift für die Photographie unserer Zeit

## Auswahl an lesenswerten Artikeln
- James Mudd: Portraitieren, der Umgang mit dem Publikum, 4. Jg. 1868, S. 199ff, Digitalisat.
- o.N.: Das Atelier Randing-Monckhoven in Wien, 4. Jg. 1868, S. 250ff, Digitalisat.
- Johannes Grashoff: Betrachtungen über Hintergründe bei photographischen Portraits, 5. Jg., 1869, S. 15ff., Digitalisat.
- o.N.: Nachrichten über die französische Sonnenfinsternisexpedition, 5. Jg.,1869, S. 223, Digitalisat.
- Edward Wilson: Die amerikanische Sonnenfinsternis vom 7. August, 6. Jg. 1870. S. 162ff., Digitalisat.
- Theodor Prümm: Ein Besuch in Alberts's Drucketablissement in München, 6. Jg. 1870. S. 199ff., Digitalisat.
- Prof. Morton: Die amerikanische Sonnenfinsternisexpedition, 6. Jg. 1870. S. 207ff., Digitalisat, Kleine Mittheilungen S. 321
- Hans Hartmann: Das neue Atelier von Loescher & Petsch, 6. Jg. 1870. S. 257ff., Digitalisat
- Hermann Vogel: Über perspectivische Fehler in der Portrait-Photographie, 6. Jg. 1870. S. 276ff., Digitalisat, Fortsetzung S. 305ff., Digitalisat,
- Redaktion: Zum Abschluss eines Vierteljahrhunderts. In: Photographische Mitteilungen. 25. Jg., 1888/98 S. 317–318 Online
- Redaktion: An unsere Leser. In: Photographische Mitteilungen. 1. Jg., 1864 S. 1–2 Digitalisat